# Psychotria cylindrostipula
Psychotria cylindrostipula är en måreväxtart som beskrevs av Elmer Drew Merrill. Psychotria cylindrostipula ingår i släktet Psychotria och familjen måreväxter. Inga underarter finns listade i Catalogue of Life.